# 양산타워
양산타워(영어: Yangsan Tower)는 대한민국 경상남도 양산시 동면 석산리에 위치하고 있다. 이 탑에서 전파를 송출한다. 2008년에 완공되었고 양산시에서 가장 높은 탑이 되었다. 높이는 160m이고 높은 탑을 자랑한다. 지상 6층, 지하 1층이다.

## 역사
2004년에 착공하여 2008년 1월 31일에 완공되었다. 2010년 말에 부산문화방송과 KNN의 디지털TV방송 중계시설이 설치되었고 2011년 말에 부산문화방송과 KNN의 지상파DMB 중계시설이 설치되어 양산지역에 전파를 송출하고 있다.

## 높이
양산타워는 탑신 135m, 철탑 25m 총 160m 높이로 서울 남산타워(236.7m)와 대구 우방타워(202m) 다음의 규모로  현재 3번째로 높은 타워이다. 부산의 부산타워(120m)보다는 40m가 높다. 완공 당시 양산시에서 가장 높은 탑이 되었다. 현재 양산시에서 가장 높은 탑이다.

## 특징
완공 후 높이를 자랑한다. 완공 후 방송송신시설이 설치되었고 호출한다. 석산리 신도시 지구 5만3904m2 부지에 620여억원을 들여 조성한 자원회수시설의 굴뚝을 이용해 전망대와 레스토랑을 설치한 건축물이다. 양산타워가 위치한 양산자원회수시설은 종 생활폐기물을 1700°C의 고온의 열로 녹여 처리하는 열분해 방식이 국내 최초로 도입된 소각시설이다.

## 내부 시설
타워 정상부에 올려진 전망데크는 23m 높이의 2층, 총 면적 744.06m2 규모로 북카페층(292.48m2)과 홍보관층(451.58m2)으로 구성돼 있다. 5층 북카페의 높이는 지상에서 114m이다.
전망대에서는 양산의 주변 경관은 물론 부산광역시 북구 구포, 김해 일부를 육안으로 볼 수 있고, 전망대 망원경으로 남쪽으로는 수십km나 떨어진 낙동강 하구언까지 자세히 볼 수 있고 북쪽으로는 울주군까지 조망할 수 있다.
지상에서 120m 높이로 96석의 규모로, 360도 회전식으로 만들어진 레스토랑은 라이브 무대도 갖추고 있어 음악을 들으며 식사를 하고 사방의 경관 조망도 할 수 있게 되어 있었으나 현재 6층 레스토랑은 폐쇄되었고, 그자리를 북카페와 양산시 홍보관으로 리모델링 하였다.
이 타워에 설치된 엘리베이터(2대)는 투명으로 되어 있어 주변 경관을 쉽게 볼 수 있다.
| 층수     | 시설           |
| -------- | -------------- |
| 6층      | 홍보관         |
| 5층      | 북카페         |
| 4층      | 정비 및 예비실 |
| 3층      | 정비 및 예비실 |
| 2층      | TMS실          |
| 1층      | 화장실 등      |
| 지하 1층 | 자원회수시설동 |

## 방송송신시설
양산지역의 방송 난시청을 해결하기 위해 이곳에 방송송신시설을 설치해나가고 있다.
2010년 말에 부산문화방송과 KNN의 디지털TV방송 중계시설이 설치되었으며, 2011년 말 부산문화방송과 KNN의 지상파DMB 중계시설이 설치되어 양산지역에 전파를 송출하고 있다.
| 디지털TV  |                   |                      |          |      |                                                                                   |
| 가상채널  | 방송국명          | 호출부호             | 물리채널 | 출력 | 가시청권                                                                          |
| 6-1       | KNN               | HLDG-DTV             | 36       | 90W  | 양산, 물금, 화명, 금곡, 대저, 상북, 하북 일부                                     |
| 11-1      | 부산MBC           | HLKU-DTV             | 31       | 90W  | 양산, 물금, 화명, 금곡, 대저, 상북, 하북 일부                                     |
| FM라디오  |                   |                      |          |      |                                                                                   |
| 주파수    | 방송국명          | 호출부호             |          | 출력 | 가시청권                                                                          |
| 88.5MHz   | KNN러브FM         | HLDG-SFM             |          | 20㎾ | 양산, 물금, 화명, 금곡, 대저, 대동, 상북, 하북, 덕천, 구포, 삼락, 모라, 삼남 일부 |
| 96.3MHz   | KNN라디오         | HLDG-FM              |          | 20W  | 양산, 물금, 화명, 금곡, 대저, 대동, 상북, 하북, 덕천, 구포, 삼락, 모라, 삼남 일부 |
| 97.7MHz   | 부산MBC 라디오    | HLKU-SFM             |          | 20W  | 양산, 물금, 화명, 금곡, 대저, 대동, 상북, 하북, 덕천, 구포, 삼락, 모라, 삼남 일부 |
| 지상파DMB |                   |                      |          |      |                                                                                   |
| 방송국명  | 채널목록          | 채널(주파수)         |          | 출력 | 가시청권                                                                          |
| Busan MBC | myMBC TV          | CH 12-A (205.280MHz) |          | 2㎾  | 양산, 물금, 화명, 금곡, 대저, 상북, 하북 일부                                     |
| Busan MBC | CJ O SHOPPING     | CH 12-A (205.280MHz) |          | 2㎾  | 양산, 물금, 화명, 금곡, 대저, 상북, 하북 일부                                     |
| Busan MBC | GS SHOP(임대채널) | CH 12-A (205.280MHz) |          | 2㎾  | 양산, 물금, 화명, 금곡, 대저, 상북, 하북 일부                                     |
| KNN DMB   | KNNu              | CH 12-C (208.736MHz) |          | 2㎾  | 양산, 물금, 화명, 금곡, 대저, 상북, 하북 일부                                     |
| KNN DMB   | ubc u             | CH 12-C (208.736MHz) |          | 2㎾  | 양산, 물금, 화명, 금곡, 대저, 상북, 하북 일부                                     |

## 같이 보기
- 대한민국의 마천루 목록
- 경상남도의 마천루 목록
- 양산시의 마천루 목록
- N서울타워
- 부산타워
- 83타워
- 황령산타워